# Дифрактометр
Дифрактометр — измерительный прибор

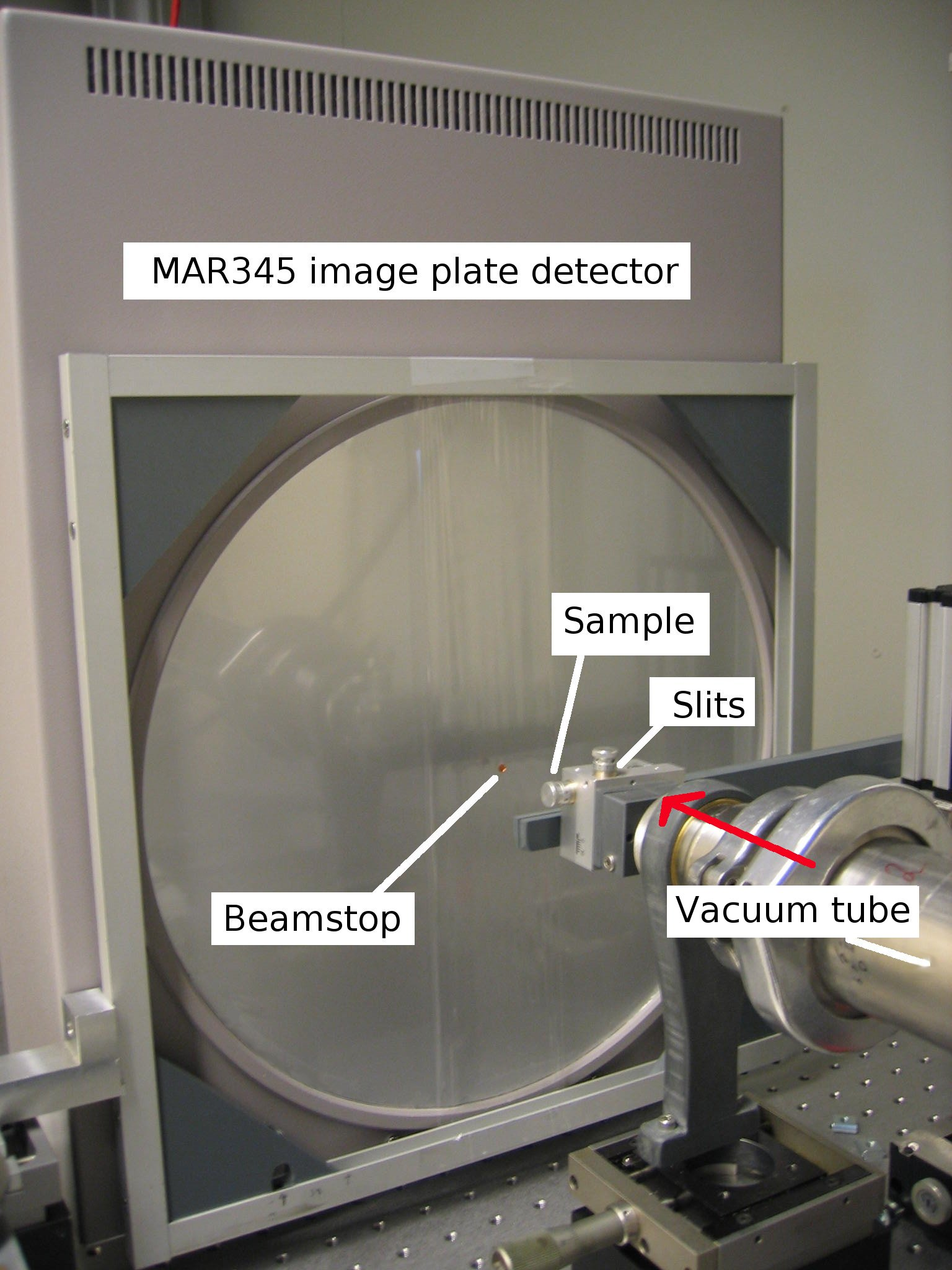
Простой рентгеновский дифрактометр с двухмерным детектором. Направление рентгеновского пучка обозначено красной стрелкой.

для измерения интенсивности и направления излучения, дифрагированного на кристаллическом объекте.
Применяется для решения различных задач структурного анализа.
Рентгеновский дифрактометр — это прибор для одновременной регистрации интенсивности и направления (угла рассеяния) дифрагированных рентгеновских лучей на кристаллической решётке образца. Рентгеновский дифрактометр состоит из источника рентгеновского излучения, рентгеновского гониометра, в который помещают исследуемый образец, детектора излучения и электронного измерительно-регистрирующего устройства. Детектором излучения служит счётчик квантов (ионизационная камера, пропорциональные счётчики и сцинтилляционные счётчики). На счётчик выводится последовательно каждый дифракционный луч, что достигается перемещением счётчика вокруг образца в процессе измерения. Рентгеновский дифрактометр позволяет измерять интенсивности дифрагированного в заданном направлении рентгеновского пучка и углы дифракции 2θ.
Наиболее совершенными являются рентгеновские дифрактометры, обладающие широким диапазоном одновременной регистрации дифракционной картины (не менее 43°).

## Классификация
Дифрактометры классифицируют:
- по источникам излучения:
  - рентгеновские;
  - синхротронные;
  - нейтронные
- по исследуемым образцам:
  - порошковые;
  - монокристальные;
  - специальные
- по способу регистрации излучения:
  - фотометоды;
  - фотоэлектронные умножители;
  - полупроводниковые детекторы
- по гониометру:
  - ручной;
  - автоматический

## Сферы применения
1. Химия;
2. Металлургия;
3. Геология и горное дело;
4. Криминалистика;
5. Материаловедение;
6. Фармацевтика;
7. Агрохимия;
8. Медицина (нефрология)[2]